# 1900 год в музыке

## События
- 14 января — премьера оперы Джакомо Пуччини «Тоска» в Риме
- 2 февраля — премьера оперы Гюстава Шарпантье «Луиза» в Париже
- 3 октября — премьера произведения для голоса и оркестра «Сон Геронтия» Эдуарда Элгара в Бирмингеме
- Основывается Филадельфийский оркестр[1]
- 3 ноября — премьера оперы «Сказка о царе Салтане» Николая Андреевича Римского-Корсакова в Москве

## Классическая музыка
- Джордже Энеску — «Экспромт» для фортепиано; октет для струнных до-мажор, опус 7
- Рейнгольд Глиэр — Симфония № 1 ми-бемоль мажор, опус 8
- Александр Гедике — Концерт для фортепиано
- Йозеф Райнбергер — симфоническая поэма «Ворон»
- Йозеф Сук — «Реквием» ре-минор
- Александр Скрябин — Симфония № 1
- Габриэль Пьерне — Соната для скрипки и фортепиано
- Джозеф Холбрук — четыре произведения для скрипки и фортепиано, опус 17

## Опера
- Гюстав Шарпантье — «Луиза»
- Цезарь Кюи — «Пир во время чумы»
- Август Энна — «Пастушка и трубочист»
- Михаил Ипполитов-Иванов — «Ася»
- Руджеро Леонкавалло — «Заза»
- Джакомо Пуччини — «Тоска»
- Николай Римский-Корсаков — «Сказка о царе Салтане»
- Джордже Штефэнеску — «Комета»

## Родились

### Январь
- 1 января — Шавьер Кугат (ум. 1990) — испанский и американский бэндлидер, аранжировщик, певец и композитор
- 6 января — Пьер-Октав Ферру[фр.] (ум. 1936) — французский композитор
- 13 января — Ясудзи Киёсэ (ум. 1981) — японский композитор
- 30 января — Исаак Дунаевский (ум. 1955) — советский композитор и дирижёр

### Февраль
- 12 февраля — Пинк Андерсон (ум. 1974) — американский блюзовый гитарист и певец
- 13 февраля — Винги Маноун[англ.] (ум. 1982) — американский джазовый трубач, композитор, певец и бэндлидер

### Март
- 2 марта — Курт Вайль (ум. 1950) — немецкий и американский композитор
- 3 марта — Фриц Роттер[нем.] (ум. 1984) — австрийский писатель и композитор
- 6 марта
  - Эвальд Аав (ум. 1939) — эстонский композитор и хоровой дирижёр
  - Джина Чинья (ум. 2001) — французская и итальянская оперная певица (драматическое сопрано)
- 22 марта — Георгий Дмитревский (ум. 1953) — русский и советский хоровой дирижёр и музыкальный педагог

### Апрель
- 2 апреля — Анис Фулейхан[англ.] (ум. 1970) — американский композитор, дирижёр и пианист киприотского происхождения
- 8 апреля — Гавриэль Муллокандов (ум. 1972) — узбекский и советский певец и музыкант
- 11 апреля — Кай Норманн Андерсен[дат.] (ум. 1967) — датский композитор
- 23 апреля — Анри Барро (ум. 1997) — французский композитор
- 24 апреля — Леон Клеппер[рум.] (ум. 1991) — румынский композитор и музыкальный педагог

### Май
- 14 мая — Лео Смит (ум. 1943) — нидерландский композитор
- 17 мая — Николай Березовский (ум. 1953) — американский композитор, дирижёр и скрипач русского происхождения
- 27 мая — Леопольд Годовский-младший[англ.] (ум. 1983) — американский скрипач и химик
- 28 мая — Томми Лэднир[англ.] (ум. 1939) — американский джазовый трубач

### Июнь
- 15 июня — Пол Марес[англ.] (ум. 1949) — американский джазовый корнетист и трубач
- 24 июня — Джин Остин (ум. 1972) — американский певец, автор песен и актёр
- 28 июня — Генрих Буш[нем.] (ум. 1929) — немецкий пианист и композитор

### Июль
- 8 июля — Джордж Антейл (ум. 1959) — американский композитор, пианист и изобретатель
- 10 июля
  - Эвелин Лэй (ум. 1996) — британская актриса и певица
  - Митчелл Пэриш[англ.] (ум. 1993) — американский поэт-песенник
- 13 июля — Джордж Льюис[англ.] (ум. 1968) — американский джазовый кларнетист
- 15 июля — Энрике Кадикамо (ум. 1999) — аргентинский прозаик, поэт, драматург и композитор
- 27 июля — Ханс Хауг[нем.] (ум. 1967) — швейцарский композитор
- 29 июля — Дон Редман[англ.] (ум. 1964) — американский джазовый музыкант, композитор, аранжировщик и бэндлидер

### Август
- 2 августа — Хелен Морган (ум. 1941) — американская актриса и певица
- 8 августа — Виктор Янг (ум. 1956) — американский композитор, аранжировщик и скрипач
- 17 августа — Йост Раба (ум. 2000) — немецкий скрипач
- 22 августа — Ваша Пржигода (ум. 1960) — чешский скрипач
- 23 августа
  - Эрнст Кшенек (ум. 1991) — австрийский и американский композитор, музыковед, музыкальный критик и музыкальный педагог
  - Фрэнсес Марр Адаскин (ум. 2001) — канадская пианистка

### Сентябрь
- 1 сентября — Казимеж Вилкомирский (ум. 1995) — польский композитор, дирижёр, виолончелист и музыкальный педагог
- 7 сентября — Джоан Кросс[англ.] (ум. 1993) — британская оперная певица (сопрано)

### Октябрь
- 8 октября — Зено Ванча (ум. 1990) — румынский композитор, музыковед и музыкальный педагог
- 9 октября — Элмер Сноуден[англ.] (ум. 1973) — американский джазовый банджоист
- 19 октября — Эрна Бергер (ум. 1990) — немецкая оперная певица (сопрано)

### Ноябрь
- 14 ноября — Аарон Копленд (ум. 1990) — американский композитор, пианист, дирижёр и музыкальный педагог
- 25 ноября — Артур Шварц[англ.] (ум. 1984) — американский композитор и кинопродюсер
- 27 ноября
  - Леон Эжен Барзен (ум. 1999) — американский дирижёр бельгийского происхождения
  - Роберт Блюм (ум. 1994) — швейцарский композитор и дирижёр

### Декабрь
- 12 декабря — Сэмми Дэвис-старший[англ.] (ум. 1988) — американский танцор
- 14 декабря — Хуан Д’Арьенцо (ум. 1976) — аргентинский композитор и дирижёр
- 17 декабря — Люциян Мария Шкерьянц (ум. 1973) — словенский композитор, дирижёр, пианист и музыкальный педагог
- 29 декабря — Бернард Хэггин[англ.] (ум. 1987) — американский журналист и музыкальный критик

## Скончались

### Январь
- 26 января — Карл Леопольд Шёберг[швед.] (38) — шведский композитор, художник и врач

### Февраль
- 3 февраля — Оттокар Новачек[чеш.] (33) — австро-венгерский скрипач, альтист и композитор чешского происхождения
- 7 февраля — Жюль Адени (78) — французский драматург, либреттист, прозаик и журналист
- 26 февраля — Леопольд Грюцмахер[нем.] (64) — немецкий виолончелист и композитор

### Март
- 10 марта
  - Карл Доплер (74) — венгерский композитор, флейтист и дирижёр
  - Йоханн Петер Эмилиус Хартман (94) — датский композитор и органист
- 12 марта — Алисия Энн Споттисвуд[англ.] (89) — шотландский автор песен и композитор
- 19 марта — Шарль Луи Анон (80) — французский пианист, композитор и музыкальный педагог

### Апрель
- 21 апреля — Чарльз Бичер[англ.] (84) — американский священнослужитель и автор религиозных гимнов

### Май
- 28 мая — Джордж Гроув (79) — британский музыковед, автор музыкального словаря

### Июль
- 19 июля — Йован Сундечич[серб.] (75) — сербский поэт и священник, автор текста государственного гимна Княжества и Королевства Черногория «Убавој нам Црној Гори»

### Август
- 11 августа — Франц Бец (65) — немецкий оперный певец (бас-баритон)
- 19 августа — Жан-Батист Акколаи (67) — бельгийский скрипач и композитор

### Октябрь
- 9 октября — Генрих фон Герцогенберг (57) — австрийский композитор, дирижёр и музыкальный педагог
- 14 октября — Шандор Эркель (54) — венгерский дирижёр и композитор
- 15 октября — Зденек Фибих (49) ― чешский композитор

### Ноябрь
- 7 ноября — Йозеф Шальк[нем.] (43) — австрийский пианист
- 14 ноября — Адольф Поллицер (68) — британский скрипач и музыкальный педагог венгерского происхождения
- 17 ноября — Генрих Поргес (62) — немецкий музыкальный критик, дирижёр и композитор чешского происхождения
- 22 ноября — Артур Салливан (58) — британский композитор, органист, дирижёр и музыкальный педагог

### Декабрь
- 8 декабря — Генри Расселл[англ.] (87) — британский пианист, певец и композитор

### Без точной даты
- Луи Либе[англ.] (80/81) — немецкий дирижёр и композитор